# Altered States
Altered States is een Amerikaanse sciencefiction/horrorfilm uit 1980, gebaseerd op de gelijknamige roman en toneelstuk van Paddy Chayefsky. De film is geregisseerd door Ken Russell en betekende het filmdebuut van acteurs William Hurt en Drew Barrymore. Andere rollen worden vertolkt door Blair Brown, Charles Haid en Bob Balaban.
De muziek, gecomponeerd door John Corigliano, werd genomineerd voor een Oscar.

## Verhaal
Edward Jessup, een professor in abnormale psychologie, doet onderzoek naar het fenomeen schizofrenie. Hij komt met de theorie dat het menselijk brein mogelijk meerdere bewustzijnstoestanden kent. Hij besluit over te gaan tot een onderzoek met sensorische deprivatie. Hij reist af naar Mexico om deel te nemen aan een Ayahuascaceremonie. Direct na het innemen van de drug ervaart Jessup vreemde visioenen. Hij neemt wat van de drug mee terug naar Amerika, en begint een reeks experimenten waarbij hij telkens een beetje van de drug neemt en zichzelf vervolgens isoleert van de buitenwereld in een watertank.
In de tank ondergaat hij een reeks psychologische en fysieke transformaties, en hij ervaart zelfs biologische devolutie. Eenmaal stapt hij als een holbewoner uit de tank, en de andere keer zelfs als een voorhistorische levensvorm. Pas als zijn vrouw Emily ingrijpt stopt de devolutie en wordt hij weer zichzelf. Het kwaad blijk echter al geschied, want Jessup begint ook buiten de tank om en zonder de drug af en toe spontaan te devolueren. Jessup is gefascineerd door dit alles, en zijn vrouw weet hem met moeite ertoe te brengen zijn menselijkheid te leren waarderen en zich tegen de veranderingen te verzetten.

## Rolverdeling
| Acteur                    | Personage           |
| ------------------------- | ------------------- |
| William Hurt              | Dr. Edward Jessup   |
| Blair Brown               | Emily Jessup        |
| Bob Balaban               | Arthur Rosenberg    |
| Charles Haid              | Mason Parrish       |
| Thaao Penghlis            | Eduardo Eccheverria |
| Drew Barrymore            | Margaret Jessup     |
| Megan Jeffers             | Grace Jessup        |
| Miguel Godreau            | Holbewoner          |
| Dori Brenner              | Sylvia Rosenberg    |
| Peter Brandon Alan Hobart |                     |
| Charles White-Eagle Brujo |                     |
| John Larroquette          | Röntgenlaborant     |
| Jack Murdock              | Hector Orteco       |
| Francis X. McCarthy       | Obispo              |

## Achtergrond

### Productie
Aanvankelijk was Arthur Penn de regisseur, maar hij trok zich terug uit het project, mogelijk na onenigheid met Hayefsky. Ook expert in speciale effecten John Dykstra trok zich terug. De productie vond aanvankelijk plaats bij Columbia Pictures, maar deze zegde de samenwerking met de producers op waarna Warner Bros. de film kocht. Chayefsky wilde niet dat zijn naam aan het project gekoppeld zou worden, en volgens filmcriticus Janet Maslin was wel duidelijk waarom.

### Uitgave en ontvangst
Altered States werd eerst uitgebracht in een select aantal voorvertoningen in Megasound.
Op Rotten Tomatoes krijgt de film 88% aan goede beoordelingen, en wordt opgemerkt dat de film voor een Hollywoodproductie zeer gedurfd is. Richard Corliss vergeleek de film met onder andere Frankenstein, Murders in the Rue Morgue, The Nutty Professor, 2001: A Space Odyssey, Alien, en Love Story (1970). Ook John C. Lilly gaf in zijn recensie aan de film te waarderen.

### Erkenning door het American Film Institute
- AFI's 100 Years of Film Scores - nominatie[4]
- AFI's 10 Top 10 - genomineerde Science Fiction Film[5]

## Prijzen en nominaties
Altered Stateswerd in 1981 genomineerd voor twee Academy Awards:
- Beste geluid - Arthur Piantadosi, Les Fresholtz, Michael Minkler and Willie D. Burton
- Beste muziek - John Corigliano

Datzelfde jaar won de film een Saturn Award voor beste make-up.
Andere nominaties die de film ontving waren nog 3 Saturn Awards en een Golden Globe.